# Martina Ceccarelli
Martina Ceccarelli (Perugia, 6 febbraio 1997) è una calciatrice italiana, centrocampista offensivo o attaccante.
Con le Azzurrine della Under-17 ha conquistato il terzo posto nel Campionato europeo di categoria 2014 ed il terzo posto nel Mondiale della Costa Rica.

## Carriera

### Club
Dopo aver giocato con i maschietti nelle formazioni miste, Martina Ceccarelli cresce calcisticamente nel Grifo Perugia dove sviluppa le sue doti di trequartista tesserandosi con la società umbra, venendo inserita nella rosa della squadra titolare fin dalla prima giornata della stagione 2011-2012. Con le sue 4 reti su 16 presenze, al termine della stagione contribuisce alla conquista della prima posizione nel girone C della Serie A2 con la conseguente storica promozione della società in Serie A. Con la maglia delle Grifoncelle gioca le due stagioni successive, conquistando la salvezza al termine del campionato 2012-2013, 18 presenze su 30 incontri in campionato, ma non potendo evitare la retrocessione la stagione seguente.
Durante il calciomercato estivo 2014 la società trova un accordo con la Roma, società che sta allestendo una squadra per puntare alla Serie A, cedendo Ceccarelli con la formula del prestito e dove si assicura un posto da titolare. Veste la maglia giallorossa una sola stagione, scendendo in campo 25 volte su 26 incontri siglando 9 reti, terza migliore realizzatrice della squadra dopo le bomber Marija Vukčević (32 reti) ed Elisa Novelli (23 reti), ma al termine della stagione riesce a conquistare il secondo posto dietro l'Acese e scaduti i termini dell'accordo torna al Grifo Perugia.

## Palmarès
- Campionato italiano di Serie A2: 1

Grifo Perugia: 2011-2012 (girone C)